# Ancylodinia
Ancylodinia é um gênero de mariposa pertencente à família Crambidae.